# Fanlo
Fanlo es un municipio y localidad española perteneciente a la provincia de Huesca, y la comarca del Sobrarbe, en la comunidad autónoma de Aragón. Está situado en el valle de Vió y en su término municipal se encuentra el macizo de Monte Perdido (3355 m). Con un densidad de 0,9 hab/km² es uno de los pueblos más deshabitados de la comarca. 

## Toponimia
El topónimo de Fanlo deriva del latín FANUM "templo", con el diminutivo -ULUM, FANŬLUM, "pequeño templo".

## Geografía
El terreno está constituido por pizarras y esquistos del Paleozoico y suelos de tierra parda-húmeda. Predomina el clima alpino. La vegetación consiste fundamentalmente en bosques de pinos, robles, hayas y abetos.

Es la capital del valle de Vió. El municipio limita con Bielsa y Puértolas al este, Boltaña al sur, Fiscal, Broto y Torla-Ordesa al oeste y con Francia al norte. Nacen dentro de su término los ríos Arazas, Aso y Vellos, todos ellos afluentes del Cinca. Parte de su término municipal está ocupado por el parque nacional de Ordesa y Monte Perdido, el Monumento natural de los Glaciares Pirenaicos y el Puerto de Otal - Cotefablo (Lugar de Importancia Comunitaria).

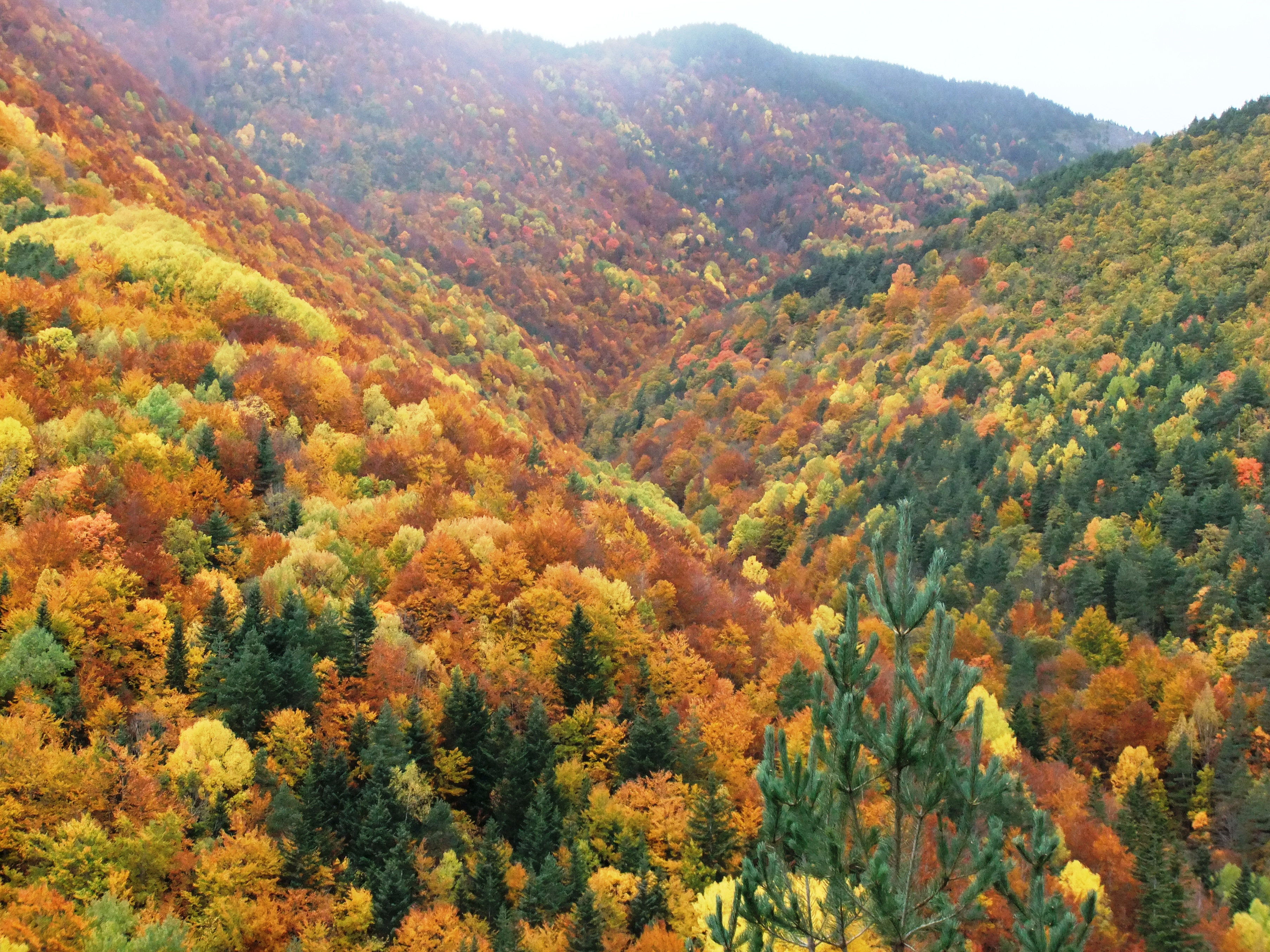
Bosque de La Pardina del Señor, entre Fanlo y Sarvisé, en otoño.

### Entorno
Entre su abundante patrimonio natural destaca el Bosque de la Pardina del Señor, que se encuentra en la carretera que une Fanlo con Sarvisé. Se le considera como el bosque más espectacular de toda Europa en otoño. Tiene una mezcla de abetos, hayas, arces, álamos temblones, avellanos, serbales de cazadores, fresnos, cerezos, pinos silvestres, abedules, bojes o quejigos en una combinación perfecta que hace que las montañas parezcan un cuadro puntillista. Solo en Canadá, Estados Unidos o Japón se pueden visitar bosques similares.

### Núcleos
En el término municipal se encuentran además las aldeas de Buerba, Buisán, Ceresuela, Gallisué, Nerín, Sercué, Vio y Yeba.

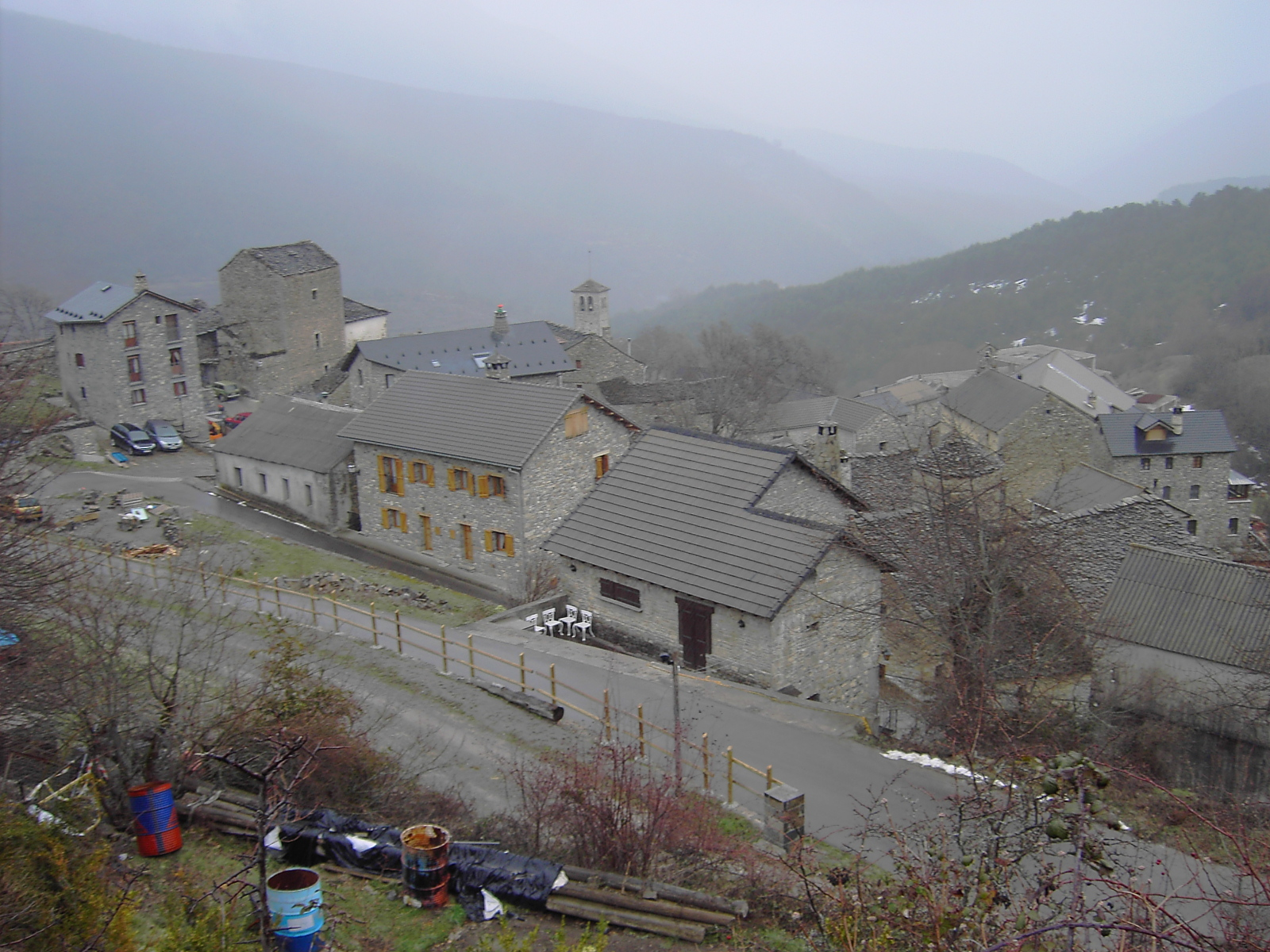
Vista general del núcleo de Fanlo, descendiente con la ladera y con su bella iglesia al final.

## Historia
Perteneció a Beltrán de Anonés por donación de Jaime I el Conquistador de Aragón en 1250. Su importancia ganadera tenía su sustentación en los pastos de Góriz y Sierra Custodia.
En Fanlo también podemos encontrar dos ejemplos de Casas Torreadas del Alto Aragón: Casa del Señor de Fanlo y Casa Ruba. Ambas son Monumento declarado Bien de Interés Cultural.

## Demografía
Fanlo cuenta con una población de 118 habitantes (INE 2024).
| Gráfica de evolución demográfica de Fanlo entre 1842 y 2021 |
| |
| Población de derecho según los censos de población del INE Población de hecho según los censos de población del INEEn este censo se denominaba Fanlo del Valle de Vió: 1842 En este censo se denominaba Fanlo, Valle de Vió: 1857 En este censo se denominaba Fanlo de Val de Vio: 1860 Entre el censo de 1857 y el anterior, crece el término del municipio porque incorpora a 225077 (Ceresola) |

## Administración y política
| Período   | Alcalde                | Partido |  |
| --------- | ---------------------- | ------- |  |
| 1979-1983 | Jesús Castillo Salinas | UCD     |  |
| 1983-1987 |                        |         |  |
| 1987-1991 |                        |         |  |
| 1991-1995 |                        |         |  |
| 1995-1999 |                        |         |  |
| 1999-2003 |                        |         |  |
| 2003-2007 |                        |         |  |
| 2007-2011 |                        |         |  |
| 2011-2015 | Horacio Palacio Sesé   | PAR     |  |
| 2015-2019 | Horacio Palacio Sesé   | PAR     |  |

| Partido político    | Partido político                                   | 2003   | 2007   | 2011   | 2015   |
| Partido político    | Partido político                                   | Ediles | Ediles | Ediles | Ediles |
|                     | Partido Aragonés (PAR)                             | 4      | 4      | 4      | 4      |
|                     | Partido de los Socialistas de Aragón (PSOE-Aragón) | 1      | 1      | —      | 1      |
|                     | Partido Popular de Aragón (PP)                     | —      | —      | 1      | —      |
|                     | Chunta Aragonesista (CHA)                          | —      | —      | —      | —      |
| Total de concejales | Total de concejales                                | 5      | 5      | 5      | 5      |

## Monumentos
- Ermita de San Úrbez.